# Sombra y hueso (serie de televisión)
Shadow and Bone (en español Sombra y Hueso) es una serie televisiva de fantasía y drama desarrollada por Eric Heisserer, la productora 21 Laps Entertainment y Netflix, estrenada el 23 de abril de 2021. Está basada en la superposición de series de libros Shadow and Bone y Six of Crows de Leigh Bardugo. En junio de 2021, Netflix renovó la serie para una segunda temporada. En noviembre de 2023, Netflix anunció la cancelación tras el final de la segunda temporada.

## Premisa
En un mundo dividido en dos por una enorme barrera de oscuridad perpetua, donde criaturas antinaturales se deleitan con la carne humana, una joven soldado descubre un poder que finalmente podría unir a su país. Pero mientras lucha por perfeccionar su poder, fuerzas peligrosas conspiran contra ella. Matones, ladrones, asesinos y santos están ahora en guerra, y se necesitará más que magia para sobrevivir.

## Reparto

### Protagonista
- Jessie Mei Li como Alina Starkov: La Invocadora del Sol, una de las Grisha más poderosas y la única capaz de destruir Volcra y la sombra. Es de ascendencia shu, por lo que sufre racismo y discriminación, incluso cuando se revela como la invocadora del sol.
- Archie Renaux como Malyen Oretsev: Comúnmente conocido como Mal, es el mejor amigo de la infancia de Alina Starkov, un ex soldado del Primer Ejército y un rastreador talentoso.
- Freddy Carter como Kaz Brekker:  Líder de los Cuervos, una de varias bandas prominentes en la ciudad de Ketterdam, conocido como "Manos sucias"("Dirtyhands"). Tiene la característica de su cojera que le hace ir siempre con un bastón con cabeza de cuervo, lo que le da el nombre a su banda.
- Amita Suman como Inej Ghafa: Miembro de los Cuervos, trabaja como espía de los Cuervos, de ascendencia Suli y se crio actuando con su familia como acróbata, conocida como "El Espectro" ("The Wraith"). Es una talentosa luchadora usando las dagas y ferviente religiosa, sobre todo cuando conoce a Alina.
- Kit Young como Jesper Fahey: Miembro de los Cuervos, francotirador nacido en Zemeni, también es un Durast.
- Ben Barnes como general Alexander Kirigan: Invocador de las sombras, el ex segundo al mando en todo Ravka, y el exlíder del Segundo Ejército, conocido como "El Oscuro" ("The Darkling")
- Zoë Wanamaker como Baghra: Hija de Ilya Morozova y madre de "El Oscuro". Amplificadora viviente y, al igual que su hijo, también podía convocar a la oscuridad.
- Patrick Gibson como Nikolai Lantsov: Príncipe de Ravka. (temporada 2)
- Daisy Head como Genya Safin: Sastre y miembro del Triunvirato Grisha. Se enamora de David Kostyk. (temporada 2, recurrente 1)
- Danielle Galligan como Nina Zenik: Una Heartrender de Ravka que se unió a los Dregs, trabajó en la Casa de la Rosa Blanca y usó su poder Grisha en sus servicios allí hasta que Kaz Brekker le pidió que se uniera a él en su búsqueda para irrumpir en la Corte de Hielo, es la única Bruja Cadáver conocida. (temporada 2, recurrente 1)
- Calahan Skogman como Matthias Helvar: Ex Drüskelle de Fjerda, fue encarcelado en Hellgate por cargos de ser un comerciante de esclavos hasta que Kaz Brekker, Inej Ghafa y Nina Zenik lo rescataron para obligarlo a unirse a su búsqueda para rescatar a Bo Yul-Bayur. (temporada 2, recurrente 1)
- Lewis Tan como Tolya Yul-Bataar: Shu fiel amigo y seguidor de Nikolai y Alina. Hermano gemelo de Tamar Kir-Bataar. (temporada 2)
- Jack Wolfe como Wylan Hendricks: Alquimista que a regañadientes se convierte en el experto en demoliciones de los Cuervos. El interés amoroso de Jesper. (temporada 2)
- Anna Leong Brophy como Tamar Kir-Bataar: Shu fiel amiga y seguidora de Nikolai y Alina. Hermana gemela de Tolya Kir-Bataar. (temporada 2)

### Recurrente
- Sujaya Dasgupta como Zoya Nazyalensky: Reina de Ravka, anteriormente miembro del Triunvirato Grisha y líder de Etherealki, posee un amplificador en forma de una pulsera de plata pesada tachonada con dientes de tigre, antes de la Guerra Civil de Ravkan, Zoya era la soldado favorita del Oscuro.
- Luke Pasqualino como David Kostyk: Durast y miembro del Triunvirato Grisha.
- Dean Lennox Kelly como Pekka Rollins, el despiadado líder de la pandilla Dime Lions en Ketterdam y enemigo de Kaz.
- Howard Charles como Arken: El Conductor. (temporada 1)
- Kevin Eldon como The Apparat: Sacerdote que vive en el Pequeño Palacio, consejero espiritual, pero El Oscuro lo considera un fraude y un fanático
- Simon Sears como Ivan: Uno de los Grisha favoritos del Oscuro, un poderoso Corporalnik Heartrender y es uno de los pocos Grisha que posee un amplificador. (temporada 1)
- Julian Kostov como Fedyor Kaminsky: Uno de los Grisha Heartrenders que escolta a Alina Starkov al Pequeño Palacio. (temporada 1)
- Jasmine Blackborow como Marie: Una Inferni del Pequeño Palacio, la mejor amiga de Nadia. (temporada 1)
- Gabrielle Brooks como Nadia Zhabin: Una Squaller que reside en el Pequeño Palacio, amiga de Marie y hermana de Adrik. (temporada 1)

## Episodios
| Temporada | Temporada | Episodios | Episodios | Emisión original    | Emisión original    |
| --------- | --------- | --------- | --------- | ------------------- | ------------------- |
|           | 1         | 8         | 8         | 21 de abril de 2021 | 21 de abril de 2021 |
|           | 2         | 8         | 8         | 16 de marzo de 2023 | 16 de marzo de 2023 |

### Temporada 1 (2021)
| N.º | Título                                 | Dirigido por       | Escrito por                      | Fecha de lanzamiento original |
| --- | -------------------------------------- | ------------------ | -------------------------------- | ----------------------------- |
| 1   | «A Searing Burst of Light»             | Lee Toland Krieger | Eric Heisserer                   | 21 de abril de 2021           |
| 2   | «We're All Someone's Monster»          | Lee Toland Krieger | Eric Heisserer                   | 21 de abril de 2021           |
| 3   | «The making at the Heart of the World» | Dan Liu            | Daegan Fryklind                  | 21 de abril de 2021           |
| 4   | «Otkazat'sya»                          | Dan Liu            | Vanya Asher                      | 21 de abril de 2021           |
| 5   | «Show Me Who You Are»                  | Marizee Almas      | M. Scott Veach y Nick Culbertson | 21 de abril de 2021           |
| 6   | «The Heart Is An Arrow»                | Marizee Alamas     | Shelley Meals                    | 21 de abril de 2021           |
| 7   | «The Unsea»                            | Jeremy Webb        | Christina Strain                 | 21 de abril de 2021           |
| 8   | «No Mourners»                          | Jeremy Webb        | Eric Heisserer y Daegan Fryklind | 21 de abril de 2021           |

### Temporada 2 (2023)
| N.º | Título                              | Dirigido por       | Escrito por                      | Fecha de lanzamiento original |
| --- | ----------------------------------- | ------------------ | -------------------------------- | ----------------------------- |
| 1   | «Yo soy el único refugio»           | Lee Toland Krieger | Eric Heisserer                   | 16 de marzo de 2023           |
| 2   | «Rusalye»                           | Lee Toland Krieger | Eric Heisserer                   | 16 de marzo de 2023           |
| 3   | «Los similares se atraen»           | Dan Liu            | Daegan Fryklind                  | 16 de marzo de 2023           |
| 4   | «Todo lo monstruoso»                | Dan Liu            | Vanya Asher                      | 16 de marzo de 2023           |
| 5   | «Yuyeh Sesh (Desprecia tu corazón)» | Marizee Almas      | M. Scott Veach y Nick Culbertson | 16 de marzo de 2023           |
| 6   | «Ni wey Sesh (No tengo corazón)»    | Marizee Alamas     | Shelley Meals                    | 16 de marzo de 2023           |
| 7   | «Nos vemos en el campo»             | Jeremy Webb        | Christina Strain                 | 16 de marzo de 2023           |
| 8   | «Ningún funeral»                    | Jeremy Webb        | Eric Heisserer y Daegan Fryklind | 16 de marzo de 2023           |

## Producción

### Desarrollo
En enero de 2019, se anunció que Netflix había dado a la producción un pedido de una serie para una primera temporada de ocho episodios con Eric Heisserer como showrunner, creador, escritor principal y productor ejecutivo. El proyecto se enmarca en el acuerdo de Netflix con 21 Laps Entertainment con Shawn Levy como productor ejecutivo. También serán productores ejecutivos la propia Leigh Bardugo, así como Pouya Shahbazian, Dan Levine, Dan Cohen y Josh Barry. El 7 de junio de 2021, Netflix confirmó que la serie fue renovada para una segunda temporada.

### Casting
El casting comenzó en abril de 2019 con convocatorias para Alina. El 2 de octubre de 2019, se anunció que Lee Toland Krieger dirigiría el piloto con Jessie Mei Li, Ben Barnes, Freddy Carter, Archie Renaux, Amita Suman y Kit Young como protagonistas. También aparecerían Sujaya Dasgupta, Danielle Galligan, Daisy Head y Simon Sears. La segunda ronda de casting se anunció el 18 de diciembre de 2019 con Calahan Skogman, Zoë Wanamaker, Kevin Eldon, Julian Kostov, Luke Pasqualino, Jasmine Blackborow y Gabrielle Brooks en el reparto recurrente. Los personajes prominentes del libro Nikolai Lantsov y Wylan Van Eck no aparecerán en la primera temporada.

### Rodaje
La fotografía principal de la primera temporada comenzó en lugares de Budapest, Hungría y sus alrededores, en octubre de 2019 y concluyó a fines de febrero de 2020, con la posproducción a continuación. Se realizaron rodajes adicionales en Vancouver.

### Idioma
David J. Peterson y Christian Thalmann están detrás de los lenguajes ficticios de Grishaverse.

### Música
Joseph Trapanese es el compositor de la serie. Heisserer y Bardugo aparecieron en un panel en la Comic Con de Nueva York en octubre de 2020, durante el cual tocaron parte de la partitura. El productor ejecutivo Josh Barry informó el 16 de diciembre de 2020 que la mezcla de sonido final estaba completa. Trapanese escribió la partitura durante 11 meses. En una entrevista con AwardsDaily.com, explicó cómo lo armó durante la pandemia de COVID-19, "comencé dirigiendo una orquesta a través de Zoom e incorporé grabaciones en solitario". La música rusa y eslava proporcionó la base de inspiración de la partitura, y Bardugo nombró a Serguéi Prokófiev y las canciones populares como ejemplos específicos. Además, se utilizaron elementos de otras tradiciones musicales, como el gamelán.

## Estreno
Bardugo respondió en una entrevista de noviembre de 2019 con SensaCine que se espera que la serie se lance a fines de 2020. Bardugo informó a través de Twitter en junio de 2020 que trabajar de forma remota a la luz de COVID-19 había ralentizado la posproducción, lo que hacía que la fecha de lanzamiento fuera menos segura. El productor ejecutivo Josh Barry informó más tarde el 16 de diciembre de 2020 que la mezcla de sonido final estaba completo. El 17 de diciembre de 2020, se anunció que la serie se lanzará en abril de 2021.

## Recepción

### Audiencia
Netflix reveló junto con el anuncio de la renovación de la temporada 2 que 55 millones de hogares habían visto la primera temporada en sus primeros 28 días de disponibilidad.

### Respuesta crítica
Shadow and Bone ha recibido críticas positivas de los críticos. Para la primera temporada, Rotten Tomatoes reportó un índice de aprobación del 89% basado en 81 reseñas, con una calificación promedio de 7,4/10. El consenso de los críticos del sitio web dice: "Desde trajes magníficos hasta una construcción de mundos impresionante, aunque intimidante, Shadow and Bone es una aventura emocionante tanto para los fanáticos como para los recién llegados". Metacritic le dio a la primera temporada una puntuación promedio ponderada de 68 sobre 100 basado en 22 reseñas, lo que indica "críticas generalmente favorables". Al escribir para Empire, Ben Travis le dio a la primera temporada 3 de 5 estrellas y dijo: "Shadow And Bone sigue siendo convincente y al mismo tiempo asigna a los espectadores la tarea de comprender la terminología de Grisha. por sí mismos, mostrando en lugar de contar", pero notó similitudes entre la serie y otros universos de fantasía como Harry Potter, Los juegos del hambre y Game of Thrones y describió algunos elementos de la serie como "demasiado confusos". Concluyó que "Shadow And Bone te atraerá hacia The Fold con su absorbente construcción de mundos y su atractivo dúo principal".
En Rotten Tomatoes, la segunda temporada tiene un índice de aprobación del 83% según 24 reseñas, con una calificación promedio de 6.0/10. El consenso de críticos del sitio web afirma: "La segunda temporada de Shadow and Bone incluye demasiada historia como para respirar adecuadamente, pero esta aventura sigue siendo muy divertida para los fanáticos de la fantasía". En Metacritic, la segunda temporada recibió una puntuación de 73 según las críticas. de 8 críticos, que indican "críticas generalmente favorables". Lacy Baugher Milas de Paste Magazine hizo una reseña crítica y describió la segunda temporada como "no sólo con un ritmo deficiente sino también narrativamente sobrecargada, repleta de nuevos personajes, misiones secundarias superfluas y revelaciones rápidas de la trama a las que rara vez se les da tiempo suficiente para respirar, dejemos que por sí solo desarrollarse plenamente." Debido a la trama ampliada de la temporada, Milas observó que se dedicaba poco tiempo a explorar las consecuencias emocionales que experimentaron sus personajes. Milas elogió las actuaciones de Li, Renaux, Galligan, Young, Wolfe, Barnes y Wanamaker.

### Premios y nominaciones
| Año  | Premio                                       | Categoría                                               | Nominado(s) | Resultado | Ref.   |
| ---- | -------------------------------------------- | ------------------------------------------------------- | --- | --------- | ------ |
| 2021 | IFTA Film & Drama Awards                     | Mejor VFX                                               | Ed Bruce y Robert Hartigan | Nominado  | [ 32 ] |
| 2021 | Premios Dragon                               | Mejor serie de televisión de ciencia ficción o fantasía | Shadow and Bone | Nominado  | [ 33 ] |
| 2023 | Premios Primetime Emmy a las Artes Creativas | Mejor efectos visuales en un episodio                   | "Rusalye", Ante Dekovic, Helen Jen, Richard Macks, Gergely Galisz, Juri Stanossek, Adam Balentine, Jane Byrne, Håvard Munkejord, Angel Rico | Pendiente | [ 34 ] |